# فرماندهی و تسخیر: خشم کین
«فرماندهی و تسخیر: خشم کین» (انگلیسی: Command & Conquer 3: Kane's Wrath) یک بازی ویدئویی در سبک راهبرد بی‌درنگ است که توسط الکترونیک آرتس و در سال ۲۰۰۸ منتشر شد. «فرماندهی و تسخیر: خشم کین» در پلت‌فرم‌های اکس‌باکس ۳۶۰ و مایکروسافت ویندوز منتشر شده‌است.